# Ракетные войска Народно-освободительной армии Китая
Ракетные войска НОАК (кит. трад. 中國人民解放軍火箭軍, упр. 中国人民解放军火箭军, пиньинь zhōngguó rénmín jiěfàngjūn huǒjiànjūn, палл. чжунго жэньминь цзефанцзюнь хоцзяньцзюнь) — это составная часть Народно-освободительной армии Китая. Являются отдельным родом войск в соответствии с российской военной терминологией.
Подчиняются напрямую Центральному военному совету. Командующий — генерал-полковник Ван Хоубинь.
Ракетные войска вооружены баллистическими и крылатыми ракетами, которые оснащены ядерными и неядерными (конвенциональными) боевыми частями.
Ранее этот род войск именовался как «2-й артиллерийский корпус».
В январе 2016 было объявлено о преобразовании 2-го артиллерийского корпуса НОАК в Ракетные войска.

## История
Разработка как ядерных вооружений, так и средств их доставки первое время (в 1950-е гг.) проходила в сотрудничестве с СССР, 15 октября 1957 года было подписано специальное соглашение, подразумевавшее передачу макета бомбы и технической документации на неё. Некоторые авторы напрямую утверждают, что Китай искусно манипулировал советским руководством (особенно после смерти Сталина), практически шантажировал разрывом, требуя либо поддерживать КНР во всех войнах, либо дать Китаю ядерное оружие.
Однако после так называемого «советско-китайского раскола» и отзыва 1292 (по другим данным 10-12 тысяч) советских специалистов (последний покинул КНР 13 августа 1960 года) работы не прекратились, а скорее ускорились, несмотря на голод в стране и нехватку ресурсов.
Китай произвёл первые ядерные испытания 16 октября 1964 года, с издевкой назвав эту операцию кодом «Номер 596» в честь 6 месяца (июня) 59 года (когда Хрущёв объявил об окончании советской помощи). Уже 25 октября 1966 года Китай успешно запустил по полигону Лоб-Нор баллистическую ракету средней дальности (на основе советской Р5) с ядерной боеголовкой в 12 килотонн, а 14 июня 1967 испытал термоядерное оружие (самый короткий в истории срок между испытаниями страной ядерного и термоядерного оружия — всего 32 месяца).
Непосредственно Второй артиллерийский корпус был сформирован 1 июля 1966 года. В 2016 г он преобразован в Ракетные войска НОАК.
В конце 90-х годов количество ракетных бригад возросло с 13 до 17. С 2017 по 2019 годы создано 10 новых ракетных бригад, а их общее количество достигло 39.

## Испытания и учения
В апреле 2016 г. американские СМИ сообщили об испытаниях гиперзвукового летательного аппарата WU-14, способного развивать скорость 10 М. Он был выведен на орбиту с космодрома Тайюань, совершил полёт на запад, и упал на полигон в Западном Китае. Изделие сможет маневрировать в плотных слоях атмосферы на скорости свыше 12 000 км/ч, преодолевать любые существующие системы ПРО, и доставлять к цели как обычные, так и ядерные боеприпасы.
В 2020 году ракеты DF-21D и DF-26 атаковали движущиеся цели в Южно-Китайском море.
В 2021 году Китай произвёл 135 учебных и тестовых пусков баллистических ракет — больше, чем весь остальной мир вместе взятый. В этом же году испытан гиперзвуковой блок неизвестной МБР, который пролетел 40 000 км. Индийская пресса считает, что был испытан не просто HGV, а система частично-орбитального бомбометания. Летом 2021 г две ракеты без боевой части поразили мишени самолётов на аэродроме. Эксперты пришли к выводу, что это были ракеты DF-100 (CJ-100) или DF-17.

## Структура
Ракетные войска НОАК состоят из шести оперативных (ракетных) баз (61—66), 67 базы хранения ядерных запасов, 68 инженерной базы и 69 учебно-испытательной базы, которые дислоцируются в различных районах Китая. Командир базы имеет ранг командующего корпусом. В обзоре FAS (Federation of American Scientists) эти крупные подразделения названы дивизиями (Division), имеющими около 10 000 человек в штате. Каждая такая база или дивизия действует в своем крупном регионе, имеет в своем составе штаб с 3 отделами (штабной, политической работы, снабжения) и специальные подразделения полкового уровня: оперативной поддержки, связи, комплексного снабжения и обучения, а также ядерную инспекцию и госпиталь.
База управляет ракетными или стартовыми (missile/launch brigades [daodan lü; 导弹旅]) бригадами в своем регионе, количеством от 3 до 7. Каждая из этих ракетных/стартовых бригад находится под командованием полковника, обычно имеет на вооружении один тип ракет, состоит из 3-6 стартовых батальонов (launch battalions [fashe ying; 发射营]). Судя по перечислению этих бригад и числу ракет в них, среди военных экспертов принято, что в ракетной бригаде — по 10-24 ракетных комплексов, а в каждом стартовом батальоне — по 3-4 ракетных комплекса. На базах и арсеналах могут храниться запасные ракеты к этим ракетным комплексам. В состав стандартной ракетной бригады входят батальоны: связи, оперативной поддержки, комплексного обеспечения и технического обслуживания. Под оперативной поддержкой подразумеваются инженерные работы, РХБЗ, навигация и картография.
Помимо боевых подразделений в состав Ракетных войск НОАК входит штаб в юго-западном пригороде столицы (район Кьинхе/Qinghe за 5-м автомобильным кольцом), который состоит из следующих отделов под командованием генерал-майоров: штабного, политической работы, снабжения и оборудования. Штабу напрямую подчиняются автоматический командный центр, центр пропаганды и культуры, полк связи, полк БПЛА, полк электронной и другой разведки, бюро технической разведки, полк РЭБ, метеоцентр, медицинский центр, ряд других подразделений.
Также штабу подчиняются инженерно-конструкторская академия и четыре исследовательских института: для решения проблем с оперативной деятельностью, с пусковыми установками, со снабжением (Первый институт), с автоматикой, выбором целей и картографией (Третий институт), с разработкой ракет и боеголовок (Второй институт?). Командный техникум/училище в городе Ухань (Wuhan) готовит офицеров для службы на командных должностях в корпусе. Инженерный техникум/училище в городе Сиань (Xian) обучает технических специалистов для корпуса.

## Состав и численность

Подвижный комплекс с МБР DF-41

Численность личного состава Ракетных войск НОАК превышает 120 тысяч человек. По оценкам Министерства обороны США, у Китая есть 600 ядерных зарядов (2024 г), не считая авиационных бомб, и материалы для производства ещё нескольких сотен ядерных зарядов, что предположительно будет сделано до 2027 г.. В новой статье «Бюллетеня ученых атомщиков» от 2024 года Китай имеет от примерно 440 до более чем 500 ядерных зарядов, что однако заметно меньше числа ракет (с учетом возможности размещения нескольких боеголовок), указанных в таблице этой же статьи. Существуют также оценки, по которым Китай обладает значительно бо́льшим количеством единиц ядерного арсенала.
В 2021 г. началось ускоренное строительство в пустыне около границы с Монголией нескольких новых районов развертывания ракет стратегического назначения DF-5С или DF-41 (около 300 шахтных пусковых установок). Часть шахтных установок будет загружена ложными целями.

### Количество пусковых установок ракет

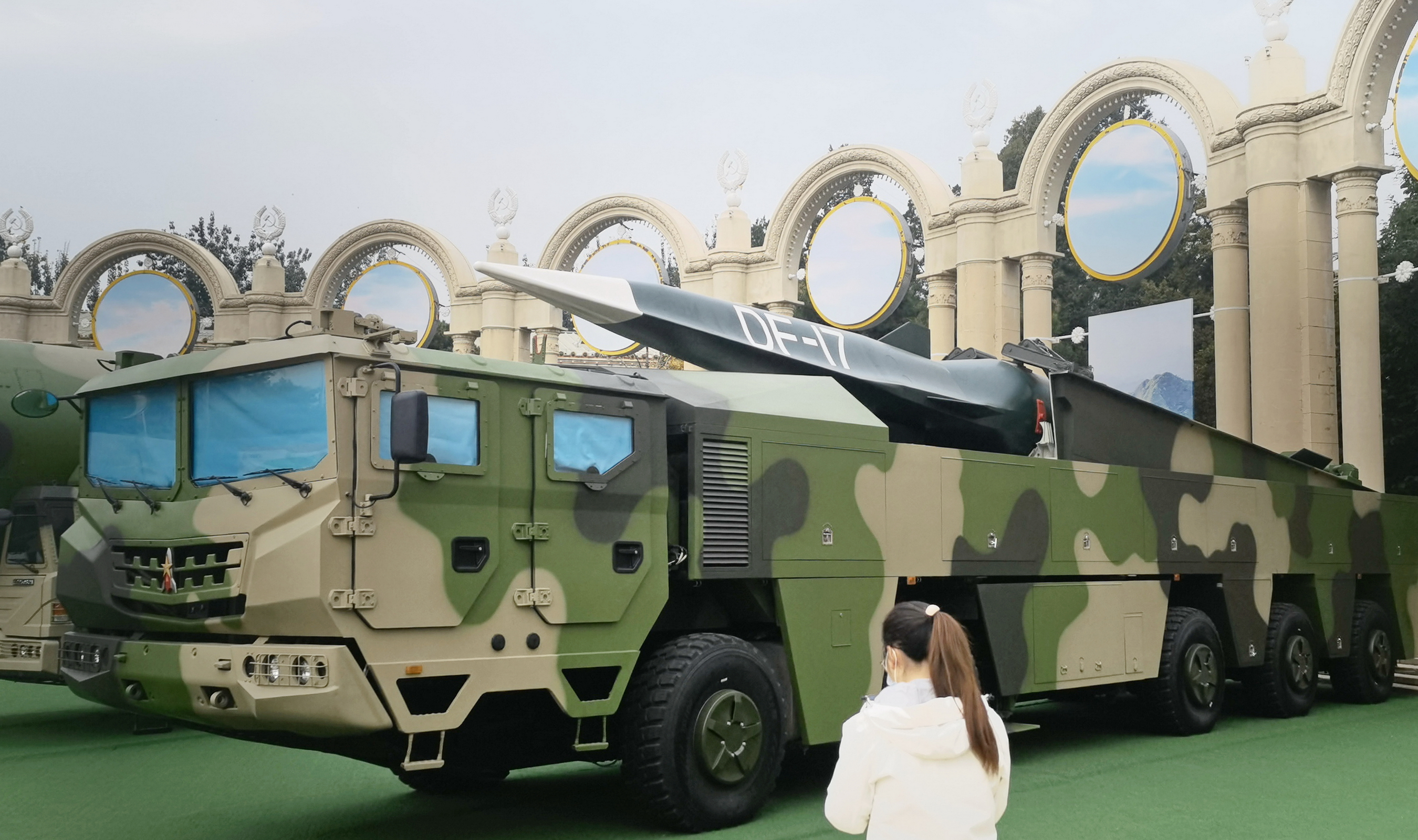
БРСД DF-17 с гиперзвуковым блоком

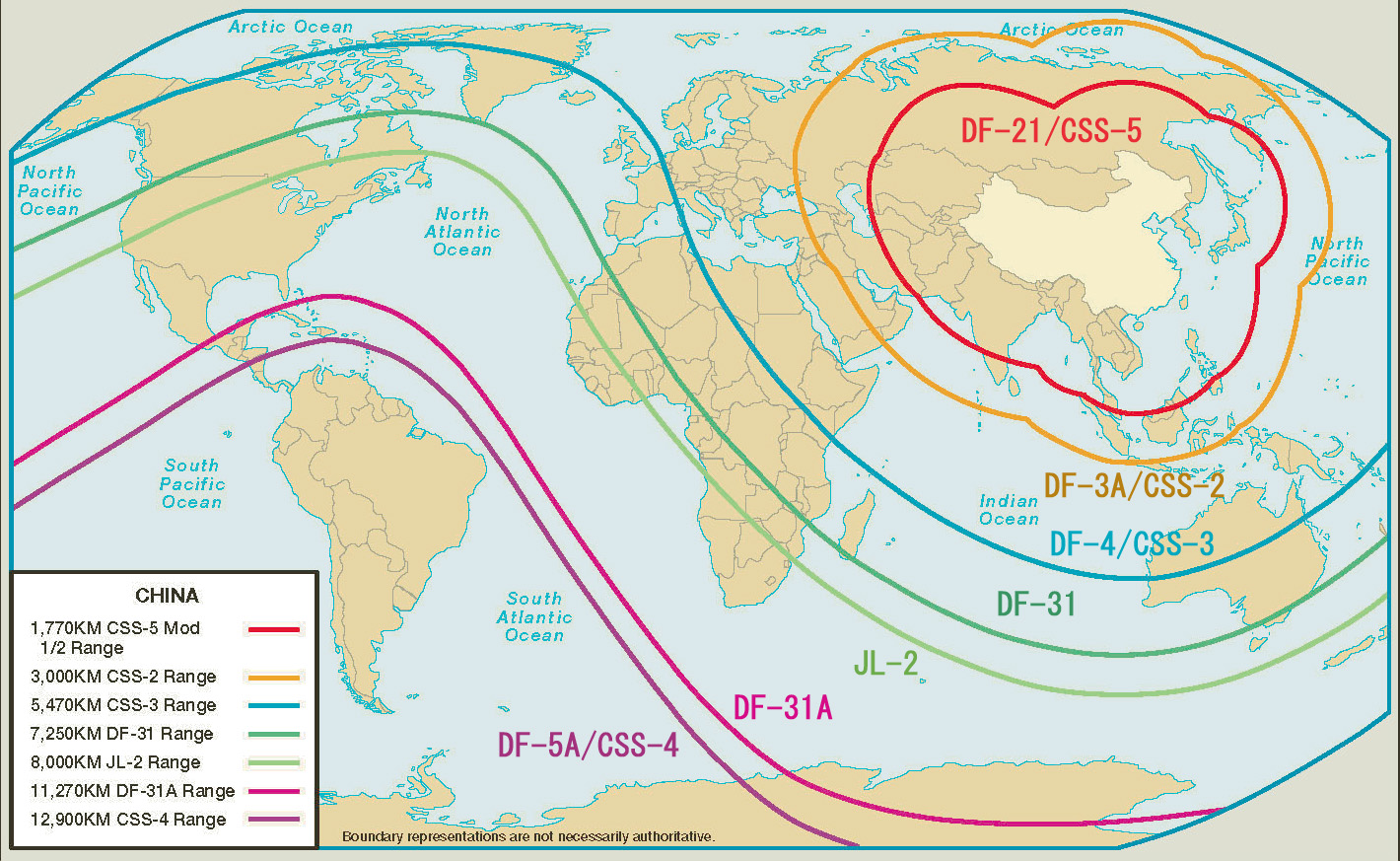
Зоны досягаемости китайских ядерных баллистических ракет

В таблице ниже указаны оценки стратегических ракетных сил КНР по данным IISS The Military Balance 2025. Согласно им, на вооружении ракетных войск состоит без малого 150 пусковых установок межконтинентальных баллистических ракет. DF-41, DF-31AG и DF-5B оснащены РГЧ — по несколько боеголовок мощностью 250—500 кт в каждой ракете. Все остальные МБР моноблочные. Мощность заряда на старых ракетах достигает 3—5 мт. Ракеты DF-21A и DF-21E, часть ракет DF-26 и, возможно, часть DF-17 также являются ядерными. DF-26 работают и по кораблям. Китай разработал ракету DF-27, дальность которой за счёт гиперзвукового планирующего блока возросла до межконтинентальной.
Большинство пусковых установок ракет малой дальности находится возле Тайваня. Баллистические и крылатые ракеты средней дальности нацелены преимущественно на первую и вторую цепи островов, а также на акватории морей, которые эти цепи запирают. DF-26 распределены по Китаю равномернее и охватывают бо́льшую часть Азии.
| Модель                                                 | Тип                                                                          | Количество ПУ | Оценочная дальность |
| МБР                                                    | МБР                                                                          | МБР           | МБР                 |
| ------------------------------------------------------ | ---------------------------------------------------------------------------- | ------------- | ------------------- |
| DF-41 (CH-SS-20)                                       | подвижная и шахтная твердотопливная МБР                                      | 44            | 12 000—15 000 км    |
| DF-31AG (CH-SS-10 Mod 3)                               | подвижная твердотопливная МБР                                                | 56            | 11 200 км           |
| DF-31A (CH-SS-10 Mod 2)                                | подвижная твердотопливная МБР                                                | 24            | 11 200 км           |
| DF-31 (CH-SS-10)                                       | подвижная твердотопливная МБР                                                | 6             | 7200 км             |
| DF-5A/B/С (CH-SS-4 Mod 2/3/4)                          | шахтная жидкостная МБР                                                       | 18+           | 13 000 км           |
| БРСД или баллистические ракеты промежуточной дальности |                                                                              |               |                     |
| DF-27 (CH-SS-X-24)                                     | мобильная установка с ракетой промежуточной или межконтинентальной дальности | Нет данных    | Уточняется          |
| DF-26 (CH-SS-18)                                       | подвижная БРСД                                                               | 250           | 4000 км             |
| БРСД                                                   |                                                                              |               |                     |
| DF-21D (CH-SS-5 Mod 5)                                 | противокорабельная подвижная БРСД                                            | 30            | 1550 км             |
| DF-21A→DF-21E (CH-SS-5 Mod 2/6)                        | подвижная БРСД                                                               | 24            | 1750—2150 км        |
| DF-17 (CH-SS-22)                                       | подвижная БРСД c гиперзвуковым блоком DF-ZF                                  | 48            | 1800—2500 км        |
| БРМД                                                   |                                                                              |               |                     |
| DF-16 (CH-SS-11)                                       | подвижная БРМД                                                               | 36            | 1000 км             |
| DF-15B (CH-SS-6 Mod 3)                                 | подвижная БРМД                                                               | 81            | 600—850 км          |
| DF-11A (CH-SS-7 Mod 2)                                 | подвижная БРМД                                                               | 108           | 600 км              |
| КР для поражения наземных и морских целей              |                                                                              |               |                     |
| CJ-100 или DF-100 (CH-SSC-13)                          | сверхзвуковая КР для поражения наземных и морских целей                      | 54            | 2000 км             |
| DH-10→DF-10A (CH-SSC-9 Mod 1/2)                        | дозвуковая КР для поражения наземных целей                                   | 72            | 1500—2000 км        |
| Всего пусковых установок                               | Всего пусковых установок                                                     | более 851     |                     |

В таблице указаны новые МБР DF-41 Дунфэн-41 (межконтинентальная баллистическая ракета на твердом топливе, имеющая от 10 до 12 ядерных блоков индивидуального наведения; максимальная дальность около 12-14 тысяч километров). Ракеты DF-41 разрабатывают в Китае с середины 1980-х годов. Их испытания идут начиная с 2012 года. Однако военные аналитики предполагали, что в провинции Хэйлунцзян разместили вторую стратегическую ракетную бригаду DF-41. С утра 24 января 2017 года эти предположения были подтверждены статьей англоязычной китайской газетой Global Times «Dongfeng-41 will bring China more respect (Дунфэн-41 принесет Китаю ещё больше уважения)» со ссылкой на СМИ Гонконга и Тайваня.
По вопросу численности ядерных боеголовок есть альтернативная точка зрения. Так, по мнению авторов, основной характерной чертой поведения КНР в области ограничения ядерных вооружений является полная непрозрачность. Это делает в принципе невозможным получение точной оценки числа боеголовок. Эксперты, пытавшиеся сделать такую оценку, единодушны в одном: научный, технический и экономический потенциалы КНР позволяют изготовить очень большое число боеголовок; но неизвестно, в какой степени это осуществлено на практике. Различие между максимальным и минимальным значением числа боеголовок (у разных экспертов) превышает 40 раз (от 240 до 10 000). Оценка потенциала предприятий, производящих специальные расщепляющиеся материалы, показывает что они могли (к 2011 г.) изготовить столько урана (40 тонн) и плутония (10 тонн), сколько требуется для производства ~3600 боеголовок. Но вряд ли использован весь материал — и можно ожидать, что КНР располагает 1600—1800 ядерными боеприпасами. В отношении средств доставки — силами военных строителей в центральных провинциях КНР построена разветвлённая сеть туннелей, неофициально названная Подземная Великая Китайская стена, где может находиться большое число мобильных пусковых установок.

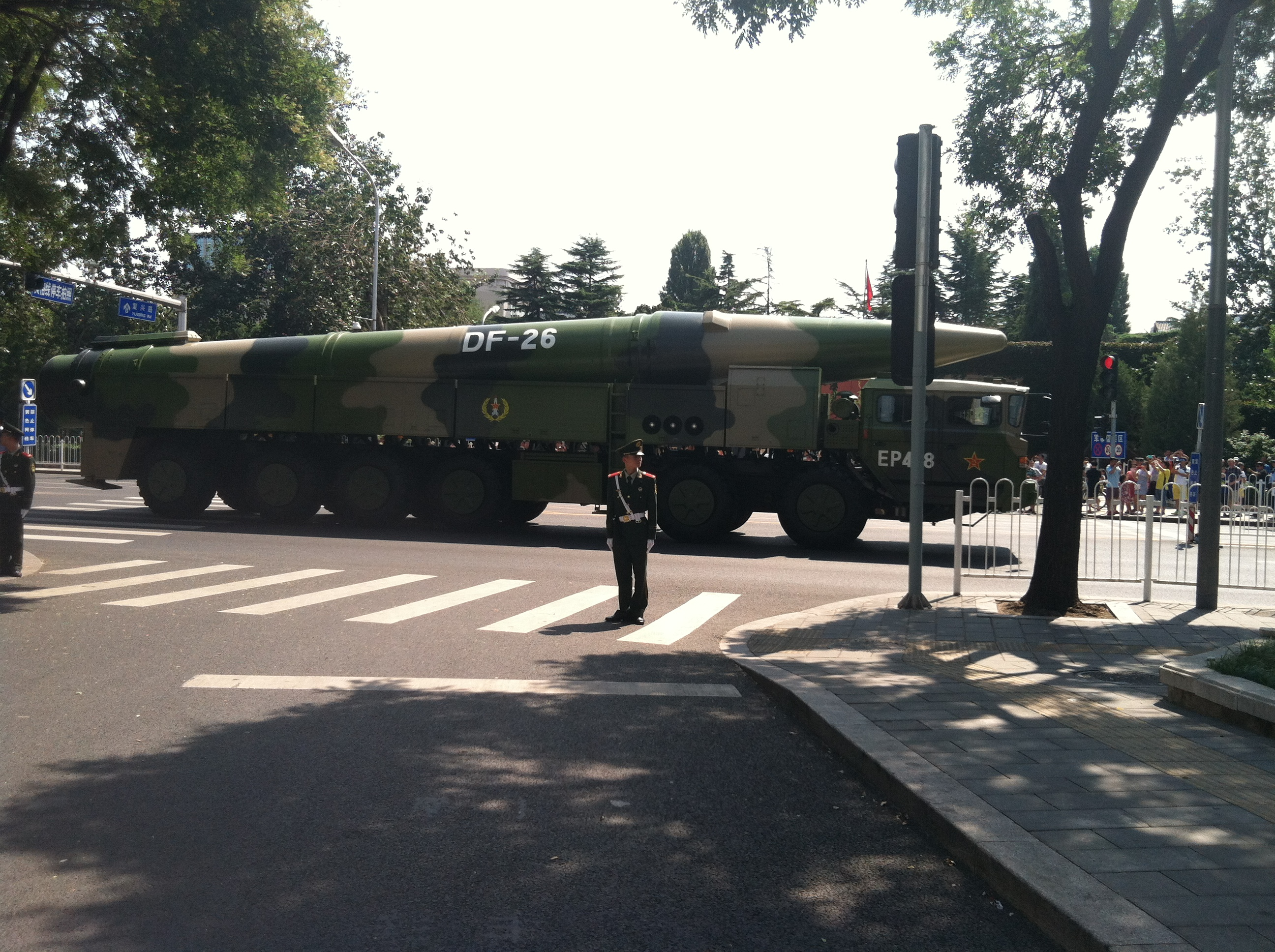
Подвижный комплекс с БРСД DF-26
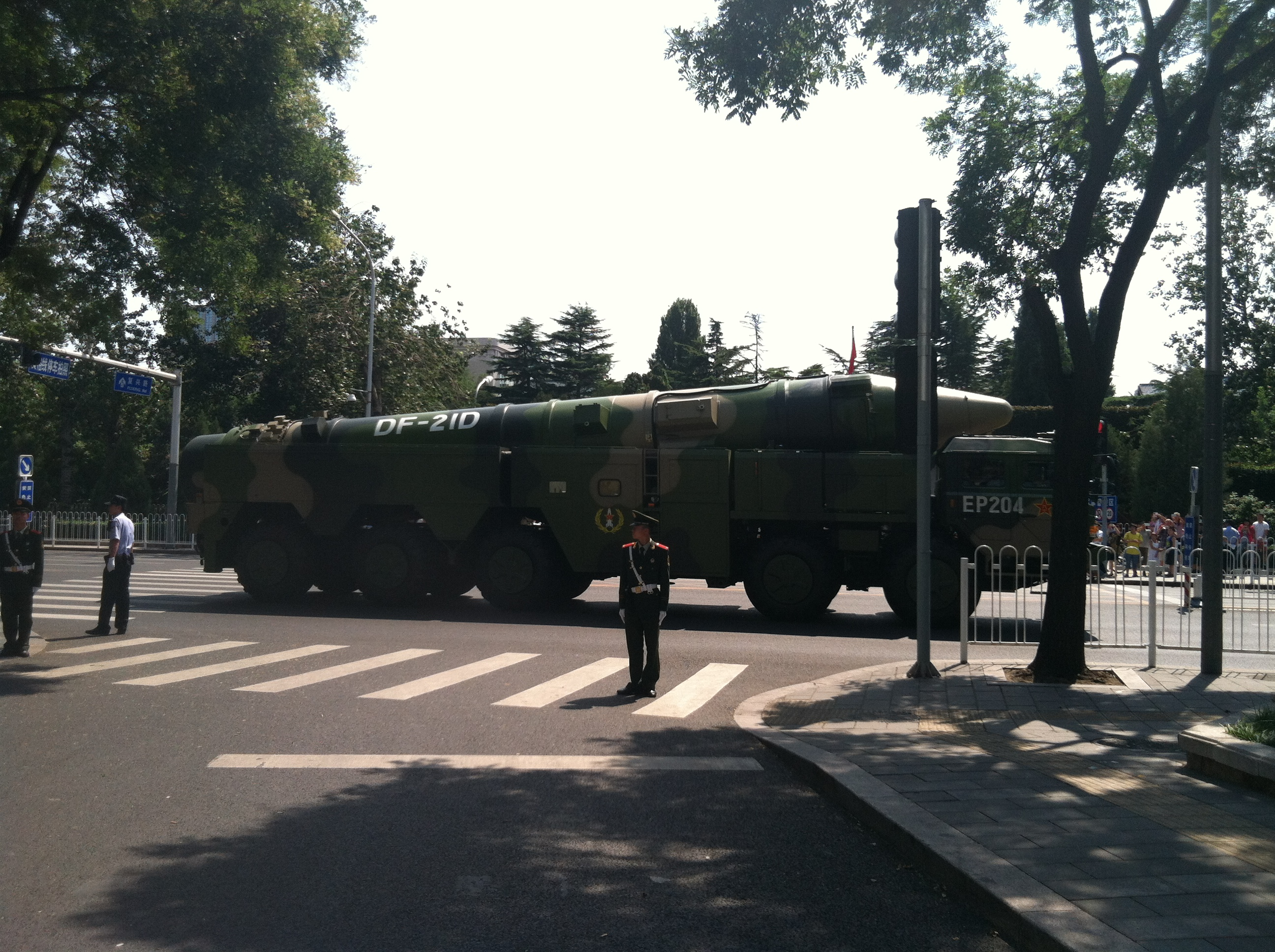
Противокорабельная БРСД DF-21D
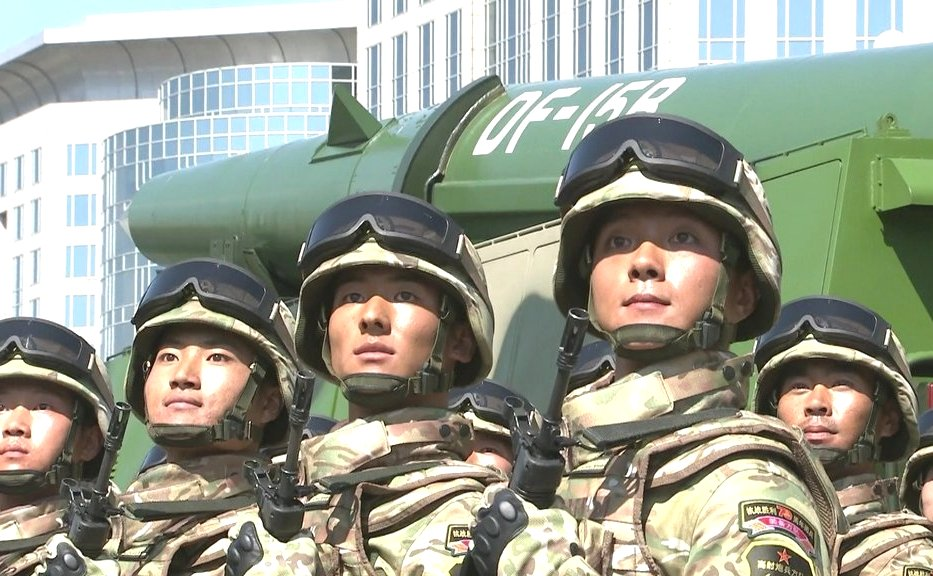
Подвижный комплекс с БРМД DF-15B

### Ежегодный доклад МО США за 2010 год о военной силе КНР

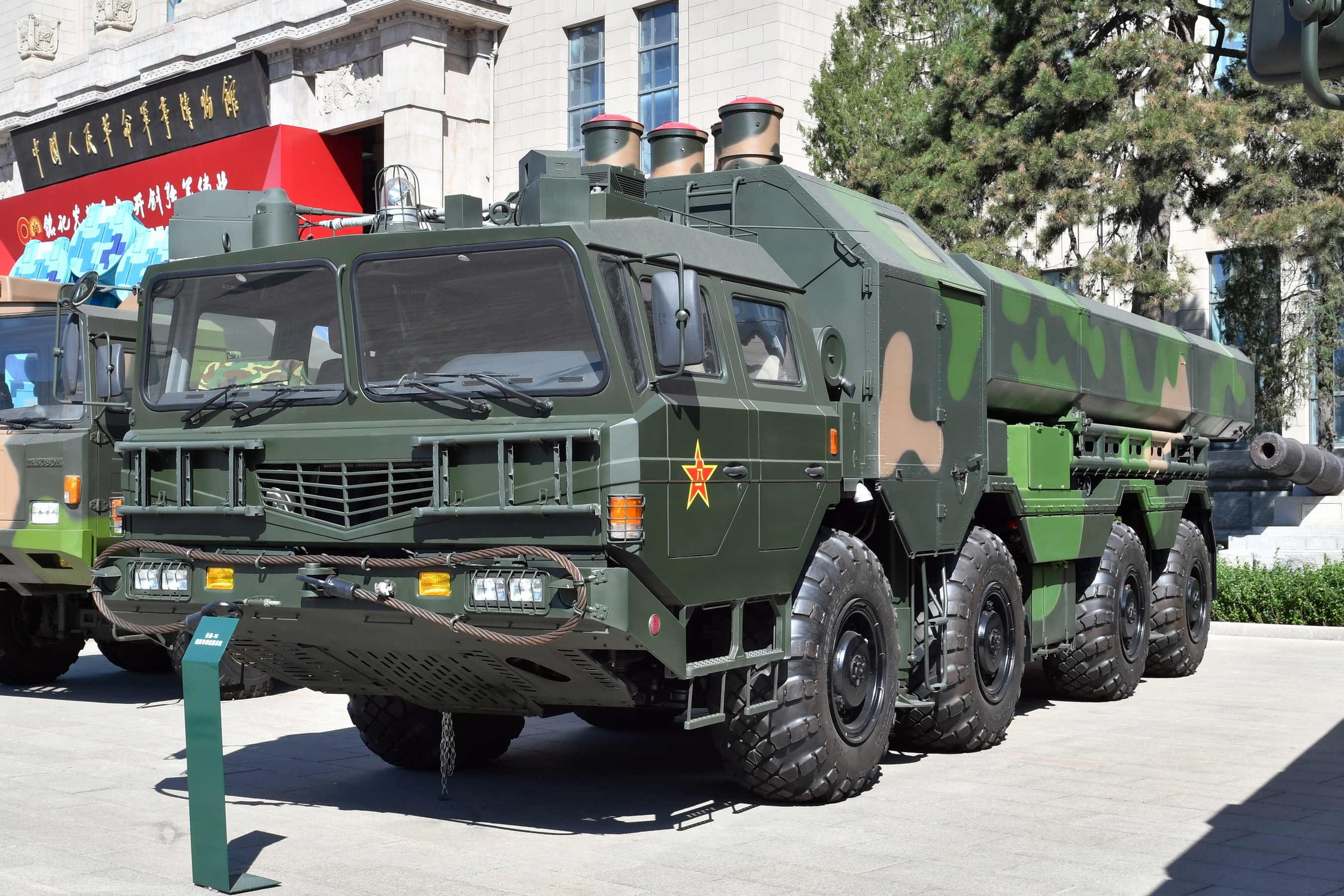
Дозвуковая КР DH-10 (CJ-10)

Во второй таблице указаны оценки из доклада Минобороны США Конгрессу 2010 года «Military Power of the People’s Republic of China» (с англ. — «Военная сила Китайской Народной Республики»). Министерство обороны США использует более короткие обозначения CSS-XX, в отличие от CH-SS-XX (IISS The Military Balance).
| Модель                         | Пусковых установок | Ракет     | Дальность |
| ------------------------------ | ------------------ | --------- | --------- |
| CSS-2 (Дунфэн-3А) БРСД         | 5—10               | 15—20     | 3000+ км  |
| CSS-3 (Дунфэн-4) МБР           | 10—15              | 15—20     | 5400+ км  |
| CSS-4 (Дунфэн-5А) МБР          | 20                 | 20        | 13000+ км |
| Дунфэн-31 МБР                  | <10                | <10       | 7200+ км  |
| Дунфэн-31A МБР                 | 10—15              | 10—15     | 11200+ км |
| CSS-5 (Дунфэн-21) БРСД Mod 1/2 | 75—85              | 85—95     | 1750+ км  |
| CSS-6 (Дунфэн-15) БРМД         | 90—110             | 350—400   | 600 км    |
| CSS-7 (Дунфэн-11А) БРМД        | 120—140            | 700—750   | 300 км    |
| DH-10 LACM                     | 45—55              | 200—500   | 1,500+ км |
| JL-1 (Цзюйлан-1) БРПЛ          | ?                  | ?         | 1770+ км  |
| JL-2 (Цзюйлан-2) БРПЛ          | ?                  | ?         | 7200+ км  |
| Всего                          | 375—459            | 1395—1829 |           |